# Faith No More
Faith No More este o formație rock americană din San Francisco, California. Grupul a fost fondat inițial ca Faith No Man, în 1981. De-a lungul timpului formația a avut multiple componențe diferite, iar Billy Gould, Roddy Bottum și Mike Bordin sunt unicii membri stabili care sunt în cadrul trupei încă de la înființarea ei. Faith No More s-a desființat oficial în aprilie 1998. De atunci, membrii ultimei componențe de pe albumul Album of the Year (1997) s-au reunit dând concerte în turneul lor The Second Coming Tour, între 2009-2012. Formația nu a anunțat oficial despre planuri de viitor, alte concercte sau lansări. 
Ultima componență a formației a fost din Mike Bordin, Roddy Bottum, Billy Gould, Jon Hudson și Mike Patton.

## Turnee de concerte
- 1982–1984: Early Days
- 1985–1986: We Care a Lot Tour
- 1987–1988: Introduce Yourself Tour
- 1989–1991: The Real Thing Tour
- 1992–1993: Angel Dust Tour
- 1995: King for a Day Tour
- 1997–1998: Album of the Year Tour
- 2009–2012: The Second Coming Tour

## Membri
Ultima componență
- Mike Bordin – baterie, percuție, back vocal (1981–1998, 2009–2012)
- Billy Gould – bas, back vocal (1981–1998, 2009–2012)
- Roddy Bottum – clape, back vocal (1981–1998, 2009–2012)
- Mike Patton – vocal (1988–1998, 2009–2012)
- Jon Hudson – chitară, back vocal (1996–1998, 2009–2012)

## Premii și nominalizări
Premiile Grammy
- 1993 – Nominalizare la categoria Best Hard Rock Performance for "Angel Dust"
- 1991 – Nominalizare la categoria Best Hard Rock Performance for "Epic"
- 1990 – Nominalizare la categoria Best Metal Performance for "The Real Thing"

MTV Video Music Awards
- 1993 – Nominalizare la categoria Best Art Direction in a Video for "A Small Victory"
- 1991 – Winner of category Best Special Effects in a Video for "Falling to Pieces"
- 1991 – Nominalizare la categoria Best Heavy Metal/Hard Rock Video for "Falling to Pieces"
- 1991 – Nominalizare la categoria Best Art Direction in a Video for "Falling to Pieces"
- 1990 – Nominalizare la categoria Best Heavy Metal/Hard Rock Video for "Epic"

## Discografie
Albume de studio
- We Care a Lot (1985)
- Introduce Yourself (1987)
- The Real Thing (1989)
- Angel Dust (1992)
- King for a Day... Fool for a Lifetime (1995)
- Album of the Year (1997)
- Sol Invictus (2015)